# Lunca Mircești (Vasile Alecsandri)
Lunca Mircești (Vasile Alecsandri) este o arie naturală protejată  ce corespunde categoriei a IV-a IUCN (rezervație naturală de tip forestier), situată în județul Iași, pe teritoriul administrativ al comunei Mircești.

## Localizare
Aria naturală cu o suprafață de 26,30 hectare se află în partea sud-vestică a județului Iași, pe malul drept al râului Siret (la o altitudine de 200 m.), în teritoriul nord-estic al satului Mircești, în apropierea drumului județean DJ208R.

## Descriere
Zona a fost declarată arie protejată prin Legea Nr.5 din 6 martie 2000 (privind aprobarea Planului de amenajare a teritoriului național - Secțiunea a III-a - zone protejate) și se suprapune sitului de importanță comunitară Lunca Mircești. 
Aria naturală reprezintă o zonă acoperită cu pădure mixtă (șleau de luncă); ce are în componență  specii de stejar (Quercus robur), frasin comun (Fraxinus excelsior), frasin de câmp (Fraxinus angustifolia), velniș (Ulmus laevis) sau ulm de câmp (Ulmus glabra). 
La nivelul ierburilor vegetează mai multe rarități floristice (unele protejate la nivel european); printre care: papucul doamnei (Cypripedium calceolus), brânca-ursului (Heracleum sphondylium), pelinarița (Artemisia vulgaris), coada-calului, (Equisetum arvense L.), păștiță (Anemone nemorosa), pochivnic (Asarum europaeum), rodul pământului (Arum orientale), ciucușoara-de-munte (Alyssum repens), cupa vacii (Calystegia sepium), barba-caprei (Filipendula ulmaria), firuța de pădure (Brachypodium sylvaticum), cătușa (Ballota nigra), busuiocul broastei (Veronika beccabunga), coada șoricelului (Achillea millefolium L) sau lăcrămioară (Convallaria majalis). 

## Căi de acces
- Drumul național DN2 pe ruta: Bacău - Roman - drumul național DN28 până în dreptul podului peste râul Siret.

## Monumente și atracții turistice
Obiective de interes istoric, cultural și turistic aflate în vecinătatea rezervației naturale:

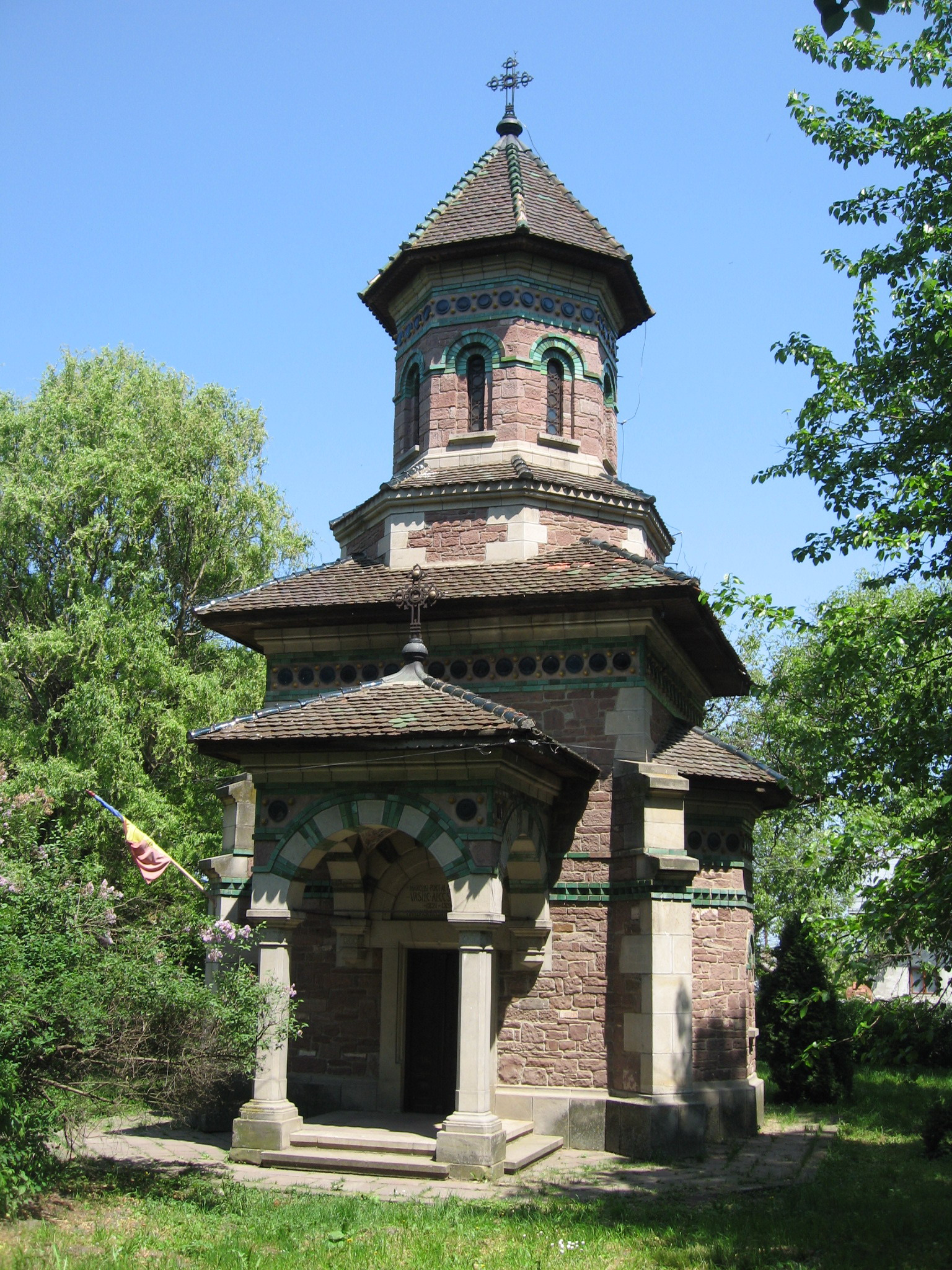
Mausoleul lui Vasile Alecsandri

- Biserica "Sf. Voievozi" din Mircești, construcție 1809, monument istoric.
- Biserica "Adormirea Maicii Domnului" din Mircești, construcție 1875, monument istoric.
- Casa memorială Vasile Alecsandri de la Mircești, construcție 1865, monument istoric.
- Mausoleul lui Vasile Alecsandri construit în perioada 1925-1927, din inițiativa Academiei Române și cu sprijinul Ministerului Artelor. Acesta se află în curtea interioară a casei memoriale a poetului.
- Situl arheologic de la Mircești - așezări atribuite perioadelor: Latène-ul târziu (cultura Poienești-Lukașevka), secolul al IV-lea e.n. (epoca daco-romană) și secolele al XVI-lea–al XVII-lea (Evul Mediu).
- Lunca Siretului Mijlociu - sit de importanță comunitară inclus în rețeaua ecologică europeană  - Natura 2000 în România.